# Veien tilbake
Veien tilbake är en norsk svartvit dramafilm från 1960 i regi av Eric Heed. I rollerna ses bland andra Lars Nordrum, Elisabeth Bang och Sven Jacobsen.

## Handling
Den unge violinisten Øyvind Dahl har försakat barn och hustru för alkoholen.

## Rollista
- Lars Nordrum – Øyvind Dahl, violinist
- Elisabeth Bang – fru Dahl
- Sven Jacobsen – Teddy, deras son
- Ingeborg Cook – fru Stavik
- Andreas Diesen
- Helge Essmar
- Kristin Evensen – vän
- Dan Fosse
- Synnøve Gleditsch – Jenny
- Vegard Hall – en gäst
- Egil Hjorth-Jenssen – barberaren
- Thor Hjorth-Jenssen – Urban Gran, målare
- Ola Isene – Klaus, en uteliggare
- Viggo Kristiansen
- Egil Lorck
- Reidun Lundgreen – Erna
- Gunnar Spansdahl – en restauranggäst
- Harald Heide Steen – direktör Stavik
- Guri Stormoen – restaurangvärdinnan
- Aasta Voss – fru Arbin
- Einar Wenes – en gäst
- Kåre Wicklund – skoputsaren

## Om filmen
Veien tilbake producerades av bolaget Avant-Film AS. Den regisserades av Eric Heed och är hans fjärde och sista regi efter debuten med Toya rymmer (1956). Heed skrev även manus tillsammans med Finn Aasen och H. Kreyberg-Solberg. Fotograf var Erling Kristoffersen och klippare Olav Engebretsen. Filmen hade premiär den 10 mars 1960 i Norge.

## Musik
- Originalmusik av Maj Sønstevold
- "Bakgårdsserenade" av Otto Nielsen